# Júlia (film, 1977)
A Júlia (eredeti cím: Julia) 1977-ben bemutatott amerikai filmdráma, melyet Fred Zinnemann rendezett. A forgatókönyvet Alvin Sargent írta, Lillian Hellman 1973-as Pentimento című könyvének egyik fejezetéből. A film zenéjét Georges Delerue szerezte. A főbb szerepekben Jane Fonda, Vanessa Redgrave, Jason Robards, Hal Holbrook, Rosemary Murphy és Maximilian Schell látható. Meryl Streep ebben a filmben debütált a mozivásznon egy kisebb szerepben.
Az Amerikai Egyesült Államokban 1977. október 2-án mutatták be a 20th Century Fox forgalmazásában. A film bevételi és kritikai sikert aratott. Az 50. Oscar-gálán 11 kategóriában jelölték díjra, végül hármat vehetett át – legjobb férfi mellékszereplő (Robards), legjobb női mellékszereplő (Redgrave) és legjobb adaptált forgatókönyv (Sargent). 
A 32. BAFTA-gálán 10 kategóriában mérettette meg magát, ebből négyben győzedelmeskedve.

## Cselekmény
Lillian Hellman barátnőjével, a gazdag családból származó, nagyszülei által felnevelt Juliával tölti gyermekkorát, szoros barátságot ápolva. Julia orvostanhallgatóként az Oxfordi Egyetemre, majd a Bécsi Egyetemre megy, ahol olyan tudósoktól tanulhat, mint Sigmund Freud. Lillian küszködő írónő, a híres író, Dashiell Hammett szeretője és pártfogoltja, aki Hammett támogatásával próbálja megírni első színdarabját.
Julia bécsi egyetemét náci szimpatizánsok dúlják fel és a lány súlyosan megsérül, miközben társait próbálja védeni. Lillian az incidensről értesülve Bécsbe utazik hozzá, de Juliát hamarosan elviszik a kórházszobából. Lillian ezután képtelen megtalálni, mert az intézményben tagadják, hogy az amerikai nő valaha is ott lett volna. Lillian Európában marad, de sikertelenül igyekszik felkutatni eltűnt barátnőjét.
Pár évvel később, a náci Németország fennállásának idején Lillian, immár ünnepelt drámaíróként, meghívást kap a Szovjetunióba. A nácik ellen küzdő Julia felkéri őt egy nagyobb összegű pénz Németországba csempészésére, melyből egy ellenállási mozgalmat akarnak támogatni. A küldetés nem veszélytelen, főként a Szovjetunióból odautazó, zsidó értelmiségi Juliának.
Lillian Berlinbe vonatozik, miközben titokban a mozgalom tagjai segítik minden lépését. A városba érve egy kávéházba irányítják és itt viszontláthatja Juliát, noha csak rövid időre. Julia mankóval jár, mert annak idején a kórházban amputálták lábát. Elmondja barátnőjének, hogy az általa az országba csempészett összeget kenőpénzként felhasználva több száz embert mentenek majd meg, főként zsidókat. Lillian megtudja, Juliának van egy Lilly nevű lánya, aki Elzászban él egy péknél. Lilian távozik és egy Moszkvába tartó vonatra száll fel, ahol figyelmeztetik, többé ne utazzon át Németországon.
Moszkvában értesül Julia halálhíréről, Londonba utazva megtudja, a nőt frankfurti lakásán gyilkolták meg a nácik. Lilliannek nem sikerült megtalálnia Lillyt Elzászban. Hazatér az Amerikai Egyesült Államokba Hammett-hez, de folyamatosan kísérti Julia emléke és a bűntudat, amiért nem tudott a kislány nyomára bukkanni. Megdöbbenve tapasztalja, hogy Julia családtagjai úgy tesznek, mintha nem ismernék fel őt, mint Julia gyerekkori barátját.
A film végén Lillian Hellman sok évvel később egyedül horgászik egy hajón és narrátorként elárulja a nézőknek: még harminc éven át volt Hammett társa, akit végül túlélt.

## Szereplők
| Szerep                 | Színész                        | Magyar hang        |
| ---------------------- | ------------------------------ | ------------------ |
| Lillian Hellman        | Jane Fonda (felnőttként)       | Tímár Éva          |
| Lillian Hellman        | Susan Jones (gyerekként)       |                    |
| Julia                  | Vanessa Redgrave (felnőttként) | Császár Angela     |
| Julia                  | Lisa Pelikan (gyerekként)      |                    |
| Dashiell Hammett       | Jason Robards                  | Gera Zoltán        |
| Alan Campbell          | Hal Holbrook                   | Fonyó István       |
| Dorothy Parker         | Rosemary Murphy                | Urbán Erika        |
| Johann                 | Maximilian Schell              | Tordy Géza         |
| utazó nő               | Dora Doll                      | Czigány Judit      |
| utazó lány             | Elisabeth Mortensen            | Gaál Erzsébet      |
| Anne Marie             | Meryl Streep                   |                    |
| Sammy                  | John Glover                    | Koroknay Géza      |
| temetkezési vállalkozó | Maurice Denham                 |                    |
| útlevélkezelő tiszt    | Gérard Buhr                    |                    |
| nagymama               | Cathleen Nesbitt               | Ladomerszky Margit |
| Walter Franz           | Lambert Wilson                 | Oszkay Csaba       |

## A film készítése
Angliában és Franciaországban forgatták. Bár Lillian Hellman azt állította, a történet életének korai eseményein alapult, a filmesek később arra a következtetésre jutottak, hogy nagyrészt fikció volt. Fred Zinnemann rendező később így nyilatkozott: „Lillian Hellman… olyan helyzetekben ábrázolta magát, amelyek nem voltak igazak. Rendkívül tehetséges, briliáns írónő volt, de sajnos nem őszinte személyiség. A vele való kapcsolatom nagyon tartózkodó volt, és erős gyűlölettel zárult.”

## Fogadtatás

### Kritikai visszhang
A Rotten Tomatoes 30 kritika összegzése alapján 73%-ra értékelte. A weboldal így foglalta össze szöveges kritikáját: „A Júlia egy szépen kidolgozott és megrendítően előadott elmélkedés barátságról és politikai aktivizmusról, bár ízléses formalizmusa gyakran aláássa e történelmi személyek sokrétű szenvedélyességét.”
A Variety magazin pozitív kritikájában kiemelte Jane Fonda és Vanessa Redgrave közös alakítását, akik a szerző szerint „robbanásszerű hatást keltenek a mozivásznon”. Richard Roth produkcióját "szépen kivitelezettnek és kifinomultnak" nevezte, ahogyan a korhű jelmezeket és a díszleteket is dicsérettel illette.
A filmet ugyanakkor némi kritika is érte, amiért nem sikerült megfelelően bemutatnia a két főszereplő közötti barátságot. Roger Ebert „lenyűgöző történetnek” nevezte, de úgy érezte, a film hátrányára vált, hogy Lillian Hellman szemszögéből mesélték el. „A film sosem teremti meg igazán a két nő kapcsolatát” – írta. „Esetlen módon egyensúlyoz Julia – az állítólagos központi figura – és Lillian Hellman, a valódi főszereplő között.” A kritikus két és fél csillagot adott a négyből.